# Antônio Soares de Barcelos
Antônio Soares de Barcellos
Antônio Soares de Barcelos (? — ?) foi um militar e político brasileiro.
Foi eleito  deputado estadual, às 21ª e 22ª Legislaturas da Assembleia Legislativa do Rio Grande do Sul, de 1891 a 1897.
Foi provedor da Santa Casa de Misericórdia de Porto Alegre por vinte anos, de 1894 a 1914.